# Javapedia
Javapedia（ジャヴァペディア） はWikipediaにインスパイアされて始まったオープンなプロジェクトである。Javaプラットフォームのすべての側面をカバーするオンライン百科事典を作ることが目的である。プロジェクトは2003年、JavaOneディベロッパーカンファレンスにて誕生した。Javaコミュニティの中心的な会合場所としてSunが推進するウェブサイトjava.netに置かれている。Javapediaの記事は中立的な観点から書かれる。編集はログインユーザに制限されており、すべてのコントリビューション（貢献）はクリエイティブ・コモンズ 1.0 帰属ライセンスの下で認可される。JavapediaはTWiki というウィキソフトウェアを使用している。